# Matt Doherty
Matthew James Doherty (* 16. ledna 1992 Swords) je irský profesionální fotbalista, který hraje na pozici pravého obránce za anglický klub Wolverhampton Wanderers FC a za irskou reprezentaci.
Doherty přestoupil v roce 2010 z irského klubu Bohemians do Wolves. Než začal pravidelně hrát v prvním týmu, odešel na hostování do Hiberniana a do Bury. Na konci srpna 2020 přestoupil do Tottenhamu.
Poté, co Doherty nastupoval v mládežnických kategoriích Irské reprezentace, obdržel v roce 2016 první pozvánku do seniorského výběru.

## Klubová kariéra

### Wolverhampton Wanderers
Doherty byl skautován Wolverhamptonem, když v červenci 2010 hrál za Bohemians v předsezonním přátelském zápase. Přestože nikdy neodehrál zápas za A-tým, byl pozván na zkoušku a brzy podepsal dvouletou dohodu (s možností prodloužení o další rok), a tak přešel do anglického klubu za poplatek 75 000 liber.
Obránce odehrál svůj první zápas za Wolves 8. ledna 2011 v zápase FA Cupu proti Doncasteru Rovers a 24. září 2011 debutoval i v Premier League v zápase proti Liverpoolu.

#### Hibernian (hostování)
V lednu 2012 odešel Doherty na hostování do skotské Premier League, konkrétně do Hibernianu, a to na druhou část sezóny 2011/2012. Poté, co 4. února ve skotském poháru debutoval při vítězství 1:0 proti Kilmarnocku, nastoupil i k dalším 16 zápasům za pro klub, v jehož dresu se dvakrát prosadil. Jeho posledním zápasem bylo finále skotského poháru 2012, proti Hearts, kde Hibs prohráli 1:5.

#### Bury (hostování)
V říjnu 2012 odešel Doherty na hostovánído třetiligového Bury FC. O dva dny později Doherty v klubu debutoval. Brzy se stal stabilním členem základní sestavy, hrál na pozici krajního obránce a dostával chválu od manažera Kevina Blackwella. Finanční potíže v Bury však znamenaly, že jejich hráči na hostování, mezi nimiž byl i Doherty, byli v lednu 2013 posláni zpět do svých mateřských klubů.

#### Návrat do Wolves
Doherty v lednu 2013 začal pravidelně nastupovat jako pravý krajní obránce i ve Wolves. Jeho branka proti Fulhamu na Molineux Stadium byla zvolena nejkrásnějším gólem sezóny 2015/16.
Dne 26. září 2017 podepsal Doherty novou smlouvu, kterou později ještě jednou prodloužil do léta 2021. Po konci sezóny 2017/2018 se Wolves po šestileté nepřítomnosti dostali zpět do Premier League.
Doherty vstřelil svůj první gól v Premier League 6. října 2018 v zápase proti Crystal Palace při výhře 1:0. O dva dny později vyhrál Doherty cenu pro nejlepšího hráče měsíce v Premier League za září 2018, a stal se tak čtvrtým irským hráčem, který vyhrál toto ocenění v historii Premier League.
Doherty vstřelil svůj druhý gól v Premier League v jeho 200. ligovém utkání v dresu Wolves, a to 30. listopadu 2018 v Cardiff City při porážce 2:1.
Paul Doyle v časopisu The Guardian v prosinci 2019 prohlásil Dohertyho za nejlepšího hráče Wolves za desetiletí. Doherty odehrál svůj 300. zápas za Wolves (ve všech soutěžích) 26. července 2020 v posledním ligovém zápase sezóny 2019/20 proti londýnské Chelsea.

### Tottenham Hotspur
Dne 30. srpna 2020 podepsal Matt Doherty smlouvu s Tottenhamem Hotspur; ten za přestup zaplatil okolo 15 milionů liber.

## Reprezentační kariéra
Doherty přijal svou první pozvánku do seniorského týmu Irské republiky dne 11. března 2016 na přátelské zápasy proti Švýcarsku a Slovensku. Svůj debut však provedl až 23. března 2018 při porážce 1:0 v Turecku, když nahradil kapitána Séama Colemana v přátelském zápase. V základní sestavě se poprvé objevil v zápase Ligy národů UEFA při zápase proti Dánsku 13. října 2018.
Doherty měl také možnost hrát za Nizozemsko, protože jeho matka je Holanďanka.

## Statistiky

### Klubové
K zápasu hranému 11. srpna 2020
| Klub                    | Sezóna  | Liga                 | Liga   | Liga | Národní pohár | Národní pohár | Ligový pohár | Ligový pohár | Evropské poháry | Evropské poháry | Ostatní | Ostatní | Celkem | Celkem |
| Klub                    | Sezóna  | Liga                 | Zápasy | Góly | Zápasy        | Góly          | Zápasy       | Góly         | Zápasy          | Góly            | Zápasy  | Góly    | Zápasy | Góly   |
| ----------------------- | ------- | -------------------- | ------ | ---- | ------------- | ------------- | ------------ | ------------ | --------------- | --------------- | ------- | ------- | ------ | ------ |
| Wolverhampton Wanderers | 2010/11 | Premier League       | 0      | 0    | 1             | 0             | 0            | 0            | —               | —               | —       | —       | 1      | 0      |
| Wolverhampton Wanderers | 2011/12 | Premier League       | 1      | 0    | 1             | 0             | 3            | 0            | —               | —               | —       | —       | 5      | 0      |
| Wolverhampton Wanderers | 2012/13 | Championship         | 13     | 1    | 0             | 0             | 0            | 0            | —               | —               | —       | —       | 13     | 1      |
| Wolverhampton Wanderers | 2013/14 | League One           | 18     | 1    | 0             | 0             | 1            | 0            | —               | —               | 1       | 0       | 20     | 1      |
| Wolverhampton Wanderers | 2014/15 | Championship         | 33     | 0    | 2             | 0             | 1            | 0            | —               | —               | —       | —       | 36     | 0      |
| Wolverhampton Wanderers | 2015/16 | Championship         | 34     | 2    | 1             | 0             | 3            | 0            | —               | —               | —       | —       | 38     | 2      |
| Wolverhampton Wanderers | 2016/17 | Championship         | 42     | 4    | 3             | 1             | 2            | 0            | —               | —               | —       | —       | 47     | 5      |
| Wolverhampton Wanderers | 2017/18 | Championship         | 45     | 4    | 2             | 0             | 0            | 0            | —               | —               | —       | —       | 47     | 4      |
| Wolverhampton Wanderers | 2018/19 | Premier League       | 38     | 4    | 6             | 4             | 1            | 0            | —               | —               | —       | —       | 45     | 8      |
| Wolverhampton Wanderers | 2019/20 | Premier League       | 36     | 4    | 2             | 0             | 1            | 0            | 11              | 3               | —       | —       | 50     | 7      |
| Wolverhampton Wanderers | Celkem  | Celkem               | 260    | 20   | 18            | 5             | 12           | 0            | 11              | 3               | 1       | 0       | 302    | 28     |
| Hibernian (host.)       | 2011/12 | Scottish Premiership | 13     | 2    | 4             | 0             | —            | —            | —               | —               | —       | —       | 17     | 2      |
| Bury (host.)            | 2012/13 | League One           | 17     | 1    | 3             | 1             | —            | —            | —               | —               | 2       | 1       | 22     | 3      |
| Tottenham Hotspur       | 2020/21 | Premier League       | 0      | 0    | 0             | 0             | 0            | 0            | 0               | 0               | —       | —       | 0      | 0      |
| Celkem                  | Celkem  | Celkem               | 290    | 23   | 25            | 6             | 12           | 0            | 11              | 3               | 3       | 1       | 341    | 33     |

1. 1 2  Zápasy v EFL Trophy
2. 1 2  Zápasy v Evropské lize UEFA

### Reprezentace
Ke dni 6. září 2020
| Irsko  | Irsko  | Irsko |
| Rok    | Zápasy | Góly  |
| ------ | ------ | ----- |
| 2018   | 5      | 0     |
| 2019   | 4      | 1     |
| 2020   | 2      | 0     |
| Celkem | 11     | 1     |

Ke dni 6. září 2020. Skóre a výsledky Irska jsou vždy zapisovány jako první
| Číslo | Datum              | Místo                        | Soupeř | Skóre | Výsledek | Soutěž                   |
| ----- | ------------------ | ---------------------------- | ------ | ----- | -------- | ------------------------ |
| 1     | 18. listopadu 2019 | Aviva Stadium, Dublin, Irsko | Dánsko | 1:1   | 1:1      | Kvalifikace na Euro 2020 |

## Ocenění
Wolverhampton Wanderers
- EFL Championship: 2017/18[24]
- EFL League One: 2013/14[25]

Individuální
- Hráč sezóny Wolverhamptonu Wanderers: 2015/16[26]
- Hráč měsíce Premier League: Září 2018[27]